# AmigaTeX
Das Computerprogramm AmigaTeX ist eine Portierung von Knuths Schriftsatzprogramm TeX. Es wurde ursprünglich in WEB geschrieben und von Tomas Rokicki nach C übersetzt. Diese Übersetzung war notwendig, weil es keinen geeigneten Pascal-Compiler für den Amiga gab.

## Besonderheiten
AmigaTeX hat einige Funktionen, die in Standard-TeX nicht verfügbar sind:
- ARexx Unterstützung zum Beispiel zur Verbindung mit CygnusEd[1]
- Preview[2]
- Interchange File Format Grafikintegration